# Comuna Strîjavka, Stavîșce
Strîjavka (în ucraineană Стрижавка) este o comună în raionul Stavîșce, regiunea Kiev, Ucraina, formată din satele Strîjavka (reședința) și Vesele.

## Demografie
Componența lingvistică a comunei Strîjavka
     Ucraineană (98,66%)
     Rusă (1,34%)
Conform recensământului din 2001, majoritatea populației comunei Strîjavka era vorbitoare de ucraineană (98,66%), existând în minoritate și vorbitori de rusă (1,34%).